# Наркокурьер (фильм)
«Наркокурье́р» (англ. The Mule) — криминальная драма 2018 года режиссёра Клинта Иствуда, который также исполнил в фильме главную роль. Сценарий, написанный Ником Шенком, основан на опубликованной в «The New York Times» статье Сэма Долника «90-летний наркокурьер картеля Синалоа», посвященной Лео Шарпу, ветерану Второй мировой войны, который начал работать на картель Синалоа в старости лет.
Наряду с Иствудом в фильме снялись Брэдли Купер, Лоренс Фишберн, Майкл Пенья, Дайан Уист и Энди Гарсиа. Это первая актёрская работа Иствуда после «Кручёного мяча» (2012) и первая главная роль в фильме, режиссёром которого он является, после «Гран Торино» (2008). Съёмки фильма начались в июне 2018 года и проходили в Атланте и Огасте, штат Джорджия, а также в Лас-Крусесе, штат Нью-Мексико.
Компания Warner Bros выпустила фильм в прокат в США 14 декабря 2018 года. Мировые сборы картины составили 174 млн долларов. Фильм удостоился положительных откликов критиков, которые высоко оценили эмоциональную глубину, а также актёрскую игру Иствуда, но остались недовольны отсутствием драматической значительности.

## Сюжет
Эрл Стоун (ему за 80), признанный садовод и ветеран Корейской войны, проживает в городе Пеория, штат Иллинойс. Ему грозит финансовый крах, он отдалился от своей бывшей жены Мэри и дочери Айрис так как всегда ставил работу на первое место. Он до сих пор дружит со своей внучкой Джинни и присутствует на репетиции её свадьбы. Отчаянно нуждаясь в деньгах, он принимает предложение одного из друзей Джинни и становится «мулом», перевозящим кокаин через Иллинойс для мексиканского наркокартеля. Он не вызывает больших подозрений из-за его возраста, расы, безупречной криминальной истории и строгого соблюдения ПДД. Эрлу вскоре доверяют огромное количество наркотиков, и он получает большие суммы денег. На эти деньги он покупает новый грузовик, решает свои финансовые проблемы и оплачивает ремонт местного здания Ветеранов иностранных войн, а также свадьбу и образование своей внучки. Он заводит дружбу с членами картеля, которые называют его «Тата» (дедушка).
Между тем, по данным информатора, целевая группа Управления по борьбе с наркотиками (DEA) сокращает поставки картеля в Чикаго. Напряжённость внутри картеля возросла, когда Густаво, жаждущий власти лейтенант картеля, убил босса картеля Латона и впоследствии потребовал более жёсткого контроля за Эрлом.
Во время отгрузки кокаина на 12 миллионов долларов Эрл узнаёт, что Мэри тяжело больна. После того, как Джинни уговаривает его, он откладывает доставку наркотиков, чтобы помириться с Мэри, и остаётся рядом с ней до тех пор, пока она не умирает несколько дней спустя. После участия в похоронах и, наконец, примирившись со своей семьёй, Эрл возобновляет доставку. DEA и картель пристально следят за ним.
Члены картеля ловят его и, выяснив, что он уехал, чтобы присутствовать при смерти и на похоронах своей жены (что они уважают), звонят лидеру картеля с просьбой о снисхождении. Один из боссов картеля позволяет ему продолжать с оговоркой, что, если что-то пойдёт не так, то это будет на совести членов картеля. Эрл продолжает движение к месту назначения, но агенты DEA, наконец, догоняют его и арестовывают. В суде Эрл, игнорируя свой возраст как оправдание и испытывая вину за свои преступления и за то, что он подвёл свою семью, признаёт себя виновным по всем обвинениям. Его направляют в федеральную тюрьму, а его семья оказывает ему поддержку. В тюрьме Эрл возвращается к садоводству.

## В ролях
| Актёр               | Роль              |
| ------------------- | ----------------- |
| Клинт Иствуд        | Эрл Стоун         |
| Таисса Фармига      | Джинни            |
| Брэдли Купер        | Колин Бейтс       |
| Майкл Пенья         | Тревино, инфорсер |
| Лоренс Фишберн      | Уоррен Льюис      |
| Энди Гарсиа         | Латон             |
| Клифтон Коллинз мл. | Густаво           |
| Мэнни Монтана       | Эксл              |
| Ноэль Гульеми       | Лысый Роб         |
| Дайан Уист          | Мэри              |
| Элисон Иствуд       | Айрис             |

## Критика
Фильм получил смешанно-положительные оценки критиков. На сайте Rotten Tomatoes у него 70 % положительных рецензий со средним баллом 6,2/10 на основе 194 отзывов. На Metacritic — 58 баллов из 100 на основе 37 рецензий.